# 姦婦の生き埋葬
姦婦の生き埋葬（Premature_Burial）は1962年公開の アメリカのホラー映画。監督ロジャー・コーマン主演レイ・ミランド、 ヘイゼル・コート、 アランネイピア、ヘザー・エンジェル、リチャード・ネイ。脚本は チャールズ・ボーモント、レイ・ラッセル 、1844年のエドガー・アラン・ポーの短編小説の『早すぎた埋葬』を元にしている。この映画はアメリカン・インターナショナル・ピクチャーズの8つあるポー映画シリーズの3本目だ。